# Giro delle Regioni
De Giro delle Regioni was een Italiaanse meerdaagse wielerwedstrijd die voor het eerst van start ging in 1976. Hij vindt plaats ten noorden van Rome in de regio's Emilia-Romagna en Latium. Tot en met 2004 was het een amateurskoers. Vanaf 2005 is de wedstrijd voorbehouden aan renners onder de 23 jaar. Vanaf 2007 tot 2010 maakte hij deel uit van de UCI Nations Cup U23. 

## Winnaars

### Meervoudige winnaars
| Overwinningen | Renner                  | Land        | Jaren       |
| ------------- | ----------------------- | ----------- | ----------- |
| 2             | Sergei Soukoroutchenkov | Sovjet-Unie | 1979 + 1981 |
| 2             | Jirí Škoda              | Tsjechië    | 1984 + 1986 |

### Overwinningen per land
| Overwinningen | Land                                               |
| ------------- | -------------------------------------------------- |
| 14            | Italië                                             |
| 5             | Sovjet-Unie                                        |
| 4             | Oekraïne                                           |
| 2             | Oostenrijk , Tsjechië , Duitsland                  |
| 1             | België , Frankrijk , Portugal , Rusland , Slovenië |